# 墨西哥耶律魚
墨西哥耶律魚（學名：Yuriria alta）為輻鰭魚綱鯉形目雅羅魚科的其中一種，被IUCN列為瀕危保育類動物，分布於中美洲墨西哥，棲息在中底層水域。